# 姚嘉妮
姚嘉妮（英語：Claire Yiu Ka-nei，1978年8月10日—），現為無綫電視基本藝人合約藝員及《流行都市》節目主持之一。1998年參加亞洲小姐後獲得當屆季軍成為亞洲電視藝員，並開始擔任電視節目《音樂快線》主持人。2001年轉投至無綫電視並繼續以電視戲劇方面發展。她的父親姚仰龍為香港輔助警察隊前總監。

## 背景
姚嘉妮祖籍廣東潮州，小時候在長洲長大，早年就讀美國國際學校，其後入讀美國俄勒岡大學，主修心理學。1998年回港參加亞洲小姐競選，獲得季軍，並簽約成為亞洲電視藝員。其後開始擔任電視節目《音樂快線》主持。她在亞視參演過《海瑞鬥嚴嵩》、《英雄廣東十虎》等電視劇集，她任職亞洲電視時因繁忙於學業，所以偶爾才回港參與電視節目及拍攝電視劇。及後於2001年大學畢業並決定轉投無綫電視。姚嘉妮兩度懷孕，2013年8月復出拍劇，復出作為客串劇集《忠奸人》。目前，她除了主持《流行都市》和參演電視劇集外，還自2013年起與丈夫林祖輝共同經營五間服裝店「Rookie」，代理及售賣童裝。

## 個人生活
2006年11月11日，姚嘉妮與前亞視藝員林祖輝結束七年愛情長跑，於香港屯門黃金海岸酒店註冊和設婚宴。2008年11月25日在其網誌宣佈已經懷孕。2009年誕下女兒。2012年2月，姚嘉妮出席公開活動時表示自己已懷孕四個月，兒子於同年出生。
2024年6月17日，姚嘉妮與林祖輝一同接受傳媒訪問，並直認二人已離婚多年，但並不涉及第三者，關係亦保持友好。二人亦會繼續共同撫養一對子女。

## 演出戲劇

### 電視劇（亞洲電視）
| 首播   | 劇名         | 角色   |
| 1999年 | 英雄廣東十虎 | 杜攸言 |
| 1999年 | 海瑞鬥嚴嵩   | -      |
| 2000年 | 香港一家人   | -      |

### 電視劇（無綫電視）
| 首播   | 劇名               | 角色              | 性質            |
| 2001年 | 公私戀事多         | 莊美儀            |                 |
| 2003年 | 花樣中年           | 楊 寧（Ling）     |                 |
| 2003年 | 皆大歡喜           | Pauline張         | 客串第127-129集 |
| 2003年 | 智勇新警界         | CHRISTINA         |                 |
| 2003年 | 撲水冤家           | Angel             |                 |
| 2004年 | 無名天使3D         | 方小嫻（Susan）   |                 |
| 2004年 | 棟篤神探           | 趙美美（Mia）     |                 |
| 2004年 | 下一站彩虹         | CoCo              |                 |
| 2004年 | 爭分奪秒           | 朱詠琪（Wing）    |                 |
| 2004年 | 廉政行動2004       | Eva               |                 |
| 2005年 | 妙手仁心III        | 戴玉瑩（Grace）   |                 |
| 2006年 | 天幕下的戀人       | 葉嘉雲（Karen）   |                 |
| 2006年 | 肥田囍事           | 宋曼頤（Rachel）  |                 |
| 2006年 | 匯通天下           | 喬 菁             |                 |
| 2007年 | 紅衣手記           | 馮少媚            |                 |
| 2007年 | 廉政行動2007       | Wendy             |                 |
| 2007年 | 舞動全城           | 游琳琳（Donna）   |                 |
| 2008年 | 金石良緣           | 何醫生            | 客串            |
| 2008年 | 甜言蜜語           | 袁少娜            |                 |
| 2008年 | 溏心風暴之家好月圓 | 邱詠琳            | 特別演出        |
| 2009年 | ID精英             | 張思敏            |                 |
| 2011年 | 居家兵團           | 宋子淇（Jessie）  |                 |
| 2011年 | Only You 只有您    | May               |                 |
| 2011年 | 女拳               | 李飄紅            | 客串            |
| 2011年 | 怒火街頭           | 馬卓爾德          |                 |
| 2011年 | 團圓               | 王秀萍            |                 |
| 2011年 | 真相               | 周 敏             |                 |
| 2011年 | 我的如意狼君       | 溫 柔             |                 |
| 2012年 | 盛世仁傑           | 韋 妃             |                 |
| 2014年 | 廉政行動2014       | 梁蘊賢            |                 |
| 2014年 | 忠奸人             | 葉應心            | 客串            |
| 2015年 | 張保仔             | 黃娣女            | 客串            |
| 2015年 | 愛·回家 (第一輯)   | 李 明（Ming）     |                 |
| 2016年 | 愛·回家 (第二輯)   | 李 明（Ming）     |                 |
| 2016年 | 純熟意外           | 莫曦瑜            | 客串            |
| 2016年 | 幕後玩家           | 傅嘉兒（Carrie）  |                 |
| 2017年 | 財神駕到           | 徐 嬋             |                 |
| 2017年 | 超時空男臣         | 郭鳳嬌（Gillian） |                 |
| 2017年 | 誇世代             | 麻煩客            | 客串            |
| 2018年 | BB來了             | 許 朗             |                 |
| 2018年 | 特技人             | 沈 穎             |                 |
| 2019年 | 她她她的少女時代   | 張智靈（Janice）  |                 |
| 2019年 | 街坊財爺           | 江嘉欣            |                 |
| 2021年 | 愛美麗狂想曲       | 沈 慧             |                 |
| 2021年 | 十月初五的月光     | 萬朱莎華          |                 |
| 2022年 | 廉政行動2022       | 姚蔓晴（Mandy）   |                 |
| 2023年 | 妳不是她           | 麥美娜            |                 |

## 節目主持（無綫電視）
- 2001年：星晨旅遊意大利真的感受
- 2001年：星晨旅遊山東真的感受
- 2001年：旅遊大搜索 德國
- 2002年：四洲特約：午年煙花匯演
- 2002年：香港中旅社特約 : 深圳動感自遊新天地
- 2002年：名人飯局
- 2002年：永安旅遊話你知 點解雲南咁好玩
- 2002年：康泰最緊要好玩 中山、番禺旅遊新一派
- 2002年：康泰最緊要好玩 深圳、潮汕旅遊新一派
- 2002年：星晨旅遊紐西蘭真程趣
- 2006年：靈犬吉祥煙花耀香港
- 2006年：最緊要健康（第三輯）
- 2007年：最緊要健康（第四輯）
- 2010年：更上一層樓
- 2013-2018年：都市閒情
- 2013年：萬里尋爸
- 2014年：活得好Easy
- 2017年：玩轉香港日與夜
- 2018年-：流行都市

## 節目主持（亞洲電視）
- NBA地帶

## 演出電影
- 1999年：刀手
- 2000年：逆我者死 OL誘惑之各自各精彩
- 2003年：賭俠之人定勝天
- 2004年：月滿抱西環

## 音樂錄影帶
- 2002年：陳奕迅 - 人來人往 （飾演陳奕迅前女友）
- 2004年：梁漢文 - 新聞女郎 （飾演新聞主播）
- 2017年：黃浩琳 - 纏路 （飾演黃浩琳內心世界裡面的自己）

## 電台節目
- 香港電台第二台《瘋show快活人》嘉賓主持

## 獎項
- 1998年度亞洲小姐（季軍）

## 外部連結
- 姚嘉妮的Facebook專頁
- TVB藝人錄－姚嘉妮（页面存档备份，存于）
- 姚嘉妮 blog（页面存档备份，存于）
- 姚嘉妮的Instagram帳戶

## 相關
| 前任： 吳家慧 | 亞洲小姐競選季軍 1998年 | 繼任： 陳薇 |